# 賈吉島
賈吉島（英語：Jagged Island）是南極洲的島嶼，位於葛拉漢地西岸，長4公里，處於多德曼島以東2公里、費林角以西15公里，在1909年1月由讓-巴蒂斯特·夏古率領的法國探險隊發現，現時由南極條約體系管理。